# Katja Wirth
Katja Wirth, avstrijska alpska smučarka, * 2. april 1980, Bezau, Avstrija.
V edinem nastopu na svetovnih prvenstvih leta 2005 je odstopila v smuku. V svetovnem pokalu je tekmovala osem sezon med letoma 2000 in 2007 ter dosegla eno uvrstitev na stopničke v smuku. V skupnem seštevku svetovnega pokala je bila najvišje na 31. mestu leta 2005.